# Pesuningan
Pesuningan is een bestuurslaag in het regentschap Kebumen van de provincie Midden-Java, Indonesië. Pesuningan telt 1885 inwoners (volkstelling 2010).